# HMS Sturgeon (73S)
«Старджен» (73S) (англ. HMS Sturgeon (73S) — військовий корабель, підводний човен першої партії типу «S» Королівського військово-морського флоту Великої Британії часів Другої світової війни.
Підводний човен «Старджен» був закладений 3 січня 1931 року на верфі компанії Chatham Dockyard у Чатемі. 8 січня 1932 року він був спущений на воду, а 27 лютого 1933 року увійшов до складу Королівських ВМС Великої Британії. Брав активну участь у бойових діях на морі в Другій світовій війні; у перші роки ніс патрульну службу в Північному морі, залучався до супроводження арктичних конвоїв PQ 15 та PQ 18, бився у Північній Атлантиці, біля берегів Європи, Північної Африки, в Арктиці, загалом здійснив 30 бойових походів.
У 1943 році переданий Королівському флоту Нідерландів, під ім'ям HNLMS Zeehond.

## Історія служби
23 серпня 1939 року, напередодні початку Другої світової війни, 2-га британська флотилія підводних човнів у складі «Сіхорс», «Старфіш», «Старжен», «Сордфіш», «Сперфіш», «Стерлет», «Сівулф», «Окслі», «Тріумф», «Тритон», «Тісл» і «Санфіш» вирушили на свою військову базу в Данді, а британська 6-та флотилія підводних човнів «Андін», «Юніті», «Урсула», «L26», «L27» і «H32» передислокувалися до Блайта. 24 серпня Британське адміралтейство відправило п'ять підводних човнів 2-ї флотилії на позиції патрулювання між Шетландськими островами та Обрестадом, щоб перешкодити ймовірному прориву німецьких рейдерів; але вони вже пройшли лінію перехоплення й вийшли на визначені позиції.
На початку Другої світової війни «Старджен» проводив патрулювання в Північному морі. 6 вересня його помилково бомбили британські літаки. Під час свого другого бойового походу він випустив три торпеди в невстановлений підводний човен, який насправді був його однотипним ПЧ «Сордфіш», але торпеди промазали. Під час свого третього патрулювання віна невдало атакував німецький підводний човен U-23, втім дістав пошкоджень, ударившись о дно, після чого встав на ремонт.
20 листопада 1939 року «Старджен» затопив торпедами німецький озброєний траулер V-209. Затоплення було першим успішним нападом британського підводного човна у війні і стало поштовхом для морального стану британських підводників. Під час своїх наступних патрулювань у Північному морі «Старджен» затопив кілька суден, включаючи німецький військовий транспорт «Піонер» та данські торговельні судна SS Sigrun і SS Delfinus.
8 травня 1940 року «Старджен» разом з чотирма британськими та сема французькими підводними човнами вийшов на патрулювання у Північне море, північніше Фризьких островів, біля узбережжя Нідерландів, для забезпечення прикриття східного входу до Ла-Маншу, в очікуванні можливого вторгнення Німеччини в Англію.
28 березня 1942 року човен разом з іншими кораблями Королівського флоту Британії підтримував проведення спеціальної рейдової операції британських командос на Сен-Назер.
У вересні 1942 року британські командос 2-го загону провели операцію «Мушкетон» — спеціальну операцію з нападу на Гломфіордську гідроелектричну електростанцію у центральній Норвегії. Висадка десанту здійснювалася з французького підводного човна «Юнона». Раптовим та стрімким нальотом командос знищили трубопроводи, турбіни, з'єднувальні шахти та розподільчі щити інфраструктури станції, через що алюмінієвий завод, який живився від цієї станції, був зупинений й до кінця війни у стрій не увійшов.
Потім «Старджен» патрулював у Біскайській затоці, виступав у ролі маяка під час операції «Смолоскип», а потім, після повторного помилкового пошкодження літаками союзників, входив до складу ескорту арктичних конвоїв PQ 15 і PQ 18. У жовтні 1942 року «Старджен» був переведений у 8-му підводну флотилію, яка діяла на Середземному морі для підтримки висадки союзників у Північній Африці.
У травні 1943 року човен був позичений Військово-морському флоту Королівства Нідерланди як RnMs Zeehond. «Зіхонд» був повернутий до британського Королівського флоту після війни і був проданий на металобрухт в 1946 році. Він був одним з чотирьох підводних човнів, що входили до першої групи човнів типу «S», і єдиним з них, що пережив війну.